# ليزا عزيز
ليزا عزيز (بالإنجليزية: Lisa Aziz)‏ هي مقدمة تلفزيونية وصحفية بريطانية، ولدت في 19 يونيو 1962 في توتنس في المملكة المتحدة.

## وصلات خارجية
- ليزا عزيز على موقع IMDb (الإنجليزية)